# Días de odio
Días de odio es una película argentina en blanco y negro dirigida por Leopoldo Torre Nilsson con guion de él mismo sobre el cuento de Jorge Luis Borges titulado Emma Zunz, que fue incluido en el libro El Aleph y editado por primera vez en 1949. Fue estrenada el 3 de junio de 1954 y tuvo como protagonistas principales a Elisa Galvé, Nicolás Fregues, Raúl del Valle, Enrique de Pedro, Duilio Marzio y Virginia Romay. El productor de la película fue Armando Bó.

## Sinopsis
Emma Zunz, encarnada por Elisa Galvé, es una muchacha joven de vida más bien solitaria, con pocas amigas. Cuando recibe una carta que le hace saber del suicidio de su padre encarcelado en Brasil comienza a planear su venganza contra Plesner (Nicolás Fregues), un empresario que fue compañero de trabajo de su padre a quien este atribuía la responsabilidad por el desfalco que había provocado su encarcelamiento y la ruina de su familia.
Luego de obtener trabajo en la fábrica de Plesner, Emma va a una taberna frecuentada por marineros y prostitutas y tiene una relación sexual con un marinero encarnado por Raúl del Valle. Concurre entonces a la oficina de Plesner, a quien le había pedido que la recibiera ese día en que por ser feriado no se trabajaba en la fábrica, con el pretexto de advertirle sobre una posible huelga. Encontrándose solos lo hace salir de la oficina para buscarle un vaso de agua, toma un revólver que Plesner guardaba en su escritorio y lo mata. Cuando llega la policía alega que su empleador la había citado ese día con un pretexto y la había violado, por lo que su acción queda impune como acto en defensa propia.

## Génesis de la película
Torre Nilsson contó que en 1948 había leído el cuento Emma Zunz y sintió que en él había la posibilidad de hacer una película que recién cinco años después tuvo la posibilidad de filmar, sólo en ese momento -sigue el director- supo por qué se había sentido en esa forma y esto le llevó a la convicción de que, en cierta medida, para que las ideas cinematográficas sean totalmente vitales es necesario ponerlas en contacto con el mundo de la realidad fílmica. Antes de eso habitan en nosotros como deseos inconfesados, como fantasmas de un mundo futuro. Dentro de él era una especie de esqueleto que esperaba una realidad donde ubicarse, un mundo que lo tolerase como filme, que le diera celuloide para su circulación, seres de carne y hueso para habitarlo y hacerlo posible. Inicialmente fue pensado con una extensión de 25 minutos y luego se pensó en su adaptación para largometraje. Torre Nilsson explicó sobre la realización de la película: "A partir de allí el filme comenzó a crecer, comenzó a tener sentido, el trabajo de inventar situaciones e imaginar personajes fue más fácil y más rico. En ese momento Emma dejó de ser la historia de una muchacha que evoca vengar de una manera perfecta el oprobio y la muerte de su padre. Pasó a ser la historia de una soledad, en contraposición con un medio. Era una historia mucho más vieja, pero quizás más rica y expresiva. Era de alguna manera, la historia de todas las soledades, de todos los odios, de todas las venganzas. Esto es quizás, lo que más allá de todas las peripecias psicológico-argumentales de Días de odio he tratado de mostrar: el repetido contrapunto del hombre y la sociedad. Emma en el filme está continuamente sola, salvo en un brevísimo recuerdo de tres minutos a lo sumo. No dialoga con nadie, no tiene acceso de comunicación con el mundo que le rodea y cuando una circunstancia emotiva parece romper el bloque, un factor externo sitúa las cosas en el mismo".

## Opinión de Borges
Sobre la película escribió Estela Cédola:

”Es excelente y no tiene sentido decir lo que le falta porque tiene mucho, en cuanto a riqueza de planos, de diálogos, de ironía un humor negro que, tal vez, son ingredientes de Borges. Tiene también la buena actuación de Elisa Christian Galvé, quien hace su rol de chica seria, callada y triste, lo mismo que los otros actores del elenco, en especial Nicolás Fregues... A pesar de ello, Borges declaró que no le gustaba el trabajo de Torre Nilsson: "agregó una historia sentimental que no tenía por qué figurar, y lo llenó de toda suerte de detalles sentimentales que parecen contradecir la historia, es una historia dura. Yo le aconsejé a él que no podía hacerse un filme con Emma Zunz. El argumento era demasiado breve, yo lo había escrito de un modo apretado. Manifestó además, que lo adecuado hubiera sido hacer un filme en tres episodios, sirviéndose para los dos restantes deseando cuentos de Silvina Ocampo y Adolfo Bioy Casares.”

## Críticas
La crónica de La Prensa expresó "tema vigoroso (...) Elisa Galvé consiguió dotar a su personaje de la necesaria sugestión que requiere el tipo, contrastando con la medida aunque teatral versión de Nicolás Fregues" en tanto Eduardo E. Eichelbaum opinaba "Su obra no está lograda, pero no obstante implica un estimable aporte del cine nacional y pone de manifiesto condiciones innegables que esperamos ver confirmadas por el mismo camino de dignidad" y para Manrupe y Portela se trata de un "Presuntuoso, psi, e imperfecto acercamiento de Torre Nilsson hacia el que después sería su cine. Es llamativa la contraposición entre su forma de encarar la película y algunas actuaciones atadas al cine industrial de entonces".

## Reparto
Participaeon del filme los siguientes intérpretes:
- Elisa Galvé... 	Emma Zunz
- Nicolás Fregues	... 	Plesner
- Raúl del Valle	... 	Marinero
- Duilio Marzio	... 	Joven
- Virginia Romay	… Madre de Emma
- José María Fra		… Cholo
- Enrique de Pedro	... 	Padre de Emma
- Nelly Prince
- Héctor Bianciotti
- Julio De Grazia
- José Guisone
- Marta Reguera
- Lina Bardo
- Renée Benet
- Liza Darnet
- Élida Dey
- Silvia Drei
- Lois Blue Faure Jr.
- Otto Fried
- Leonor Garret
- Roberto Germán
- Carmen Giménez
- Adolfo Laclam
- Hugo Loyácono
- Pascual Menutti
- Ángel Morel
- Paco Quesada
- Luis A. Setti
- Leonor Vázquez

## Otras versiones fílmicas
Sobre el mismo cuento se han realizado otras películas:
- ’’Emma Zunz (1984) (Holanda) dirigida por Peter Delpeut.
- ’’Emma Zunz (1993) (España) dirigida para televisión por Benoît Jacquot.
- ’’Emma Zunz (1966) (España) dirigida por Jesús Martínez León.
- ’’Emma Zunz (1979) (Canadá) cortometraje de 20 minutos dirigido por Isabel Beveridge.
- ’’Emma Zunz (1985) (México) cortometraje dirigida por Giangiacomo Tabet.